# SONY ESPRIT
SONY ESPRIT（ソニー エスプリ）は、1978年に発足したソニー（現・ソニーグループ）の高級オーディオ専門ブランドである。
生産はすべて手作業で行われ、一台ごとに特性を測定し販売時に添付するなど、採算を度外視したモデルが多い。特にAPMスピーカー（平面振動板を採用したスピーカー）の開発で知られたが、価格が高すぎて売れなかったために解体され、Rシリーズに受け継がれた。また、発足当時は日本国内でもトップクラスの技術力を保持しており、国内のオーディオの水準を大きく引き上げることに貢献した。
後に、「ESPRIT」の名称は、PRO pixy ESPRIT MHC-J970EXに引き継がれた。なお、1965年からラインナップに存在する単品コンポーネントのESシリーズはこれが語源ではなく、"Extremely high Standard"の頭文字を取って"ES"としている。

## 代表機種
- APM-8 （4Way 平面振動板スピーカー） 1本 1,000,000円
- APM-6 MONITOR （2Way 平面振動板スピーカー） 1本 500,000円
- APM-4 （3Way 平面振動板スピーカー） 1本270,000円
- TA-E900 （ステレオプリアンプ） 600,000円
- TA-E901 （ステレオプリアンプ） 250,000円
- TA-N900 （モノラルパワーアンプ） 一台 250,000円
- TA-N901 （ステレオパワーアンプ） 350,000円
- TA-N902 （ステレオパワーアンプ） 280,000円
- TA-D900 （エレクトロニッククロスオーバーネットワーク） 240,000円
- SE-P900 （ステレオアコースティックイコライザー） 200,000円
- TC-K88 （ステレオコンパクトカセットデッキ） 158,000円